# Stanisław Pałczyński
Stanisław Pałczyński (ur. 1 stycznia 1887 w Książu Wielkim w powiecie miechowskim, zm. po 12 maja 1944) – polski robotnik, stolarz z Częstochowy, działacz komunistyczny.

## Życiorys
W dwudziestoleciu międzywojennym działał w częstochowskiej Komunistycznej Partii Polski, w 1927 roku kandydował do Sejmu RP z listy komunistycznego Związku Proletariatu Miast i Wsi, za co został aresztowany i osadzony w więzieniu. Po wyjściu z więzienia wrócił do działalności w okręgu partyjnym. Za działalność komunistyczną był więziony także w latach 1933–1938.
5 stycznia 1942 roku w Warszawie powstała Polska Partia Robotnicza a już w końcu lutego 1942 roku jej Tymczasowy Komitet Organizacyjny w Częstochowie, przekształcony wiosną w Komitet Miejski, sekretarzem Komitetu został Stanisław Pałczyński. Wiosną 1942 roku powołano także Komitet Okręgowy PPR Okręgu Częstochowsko-Piotrkowskiego, którego sekretarzem również został Pałczyński. KO PPR zajął się organizacją na swoim terenie oddziałów partyzanckich GL, przekształconych 1 stycznia 1944 roku w AL.
Stanisław Pałczyński został aresztowany 16 stycznia 1943 roku w Częstochowie przez miejscowe Gestapo w ramach akcji K-Aktion, wymierzonej w ruch komunistyczny, której celem było sparaliżowanie działalności PPR w fazie organizacji, zanim zdoła ona umocnić się i rozwinąć działalność. 3 marca 1943 roku został przewieziony do obozu koncentracyjnego KL Auschwitz-Birkenau, gdzie otrzymał numer 105513. Jego nazwisko znajduje się w aktach szpitala obozowego przy dniach 21 czerwca 1943 oraz 11 kwietnia i 12 maja 1944 roku.
Brak jest dalszych informacji o nim, nie doczekał wyzwolenia obozu 27 stycznia 1945 roku, co wskazuje, że został w nim najprawdopodobniej zamordowany.
Po zakończeniu wojny w Częstochowie jego imię nadano dotychczasowej ul. Focha, po 1989 roku przywrócono dawną nazwę. Od 1973 roku imieniem Pałczyńskiego nazwana była także szkoła podstawowa przy sąsiedniej ul. Sobieskiego, ale po przemianach politycznych zmieniono jej patrona na Adama Mickiewicza.